# Topografkåren
Topografkåren var den finländska försvarsmaktens kartverk som även, vid sidan av Lantmäteristyrelsen, deltog i den allmänna topografiska kartläggningen av Finland.
Den militära kartläggningen i Sverige härstammar från Gustav II Adolfs tid (1621). I Finland påbörjades lantmätningen officiellt 1633. Syftet var att främja skifte av jord och taxering. Rätt snart kom även geografisk kartläggning igång. Den egentliga militära kartläggningen påbörjades dock ett och ett halvt sekel senare på order av Gustav III på 1770-talet. Då bildades två rekognosceringsavdelningar för militär kartläggning av södra Finland. Dessa sammanslogs 1781 till en finsk Rekognosceringsbrigad, som arbetade 1777–1805. Den hade till sitt förfogande sockenkartor från 1748, som kompletterades med militärt betydelsefulla uppgifter. Rekognosceringsbrigaden avskaffades 1805 på grund av finansieringssvårigheter.
Efter det att Finland till följd av 1808–1809 års krig blivit en del av Ryssland inleddes relativt snabbt planeringen av en finsk kartläggningstrupp. Enheten, som kallades Fältmätningskorps i Finland, var förlagd till Haapaniemi krigsskola. Dess militärtopografiska arbete upphörde då kårens byggnader och kartarkiv brann 1818, och de ryska militärtopograferna tog hand om den militära kartläggningen för ett århundrade framåt. Under denna tid trycktes största delen av de militära topografiska kartorna i skalorna 1:42 000 och 1:82 000. Trots att ryssarna ledde arbetet, hade inhemska officerare hand om många viktiga delar av detta. Av dem kan nämnas överste Gustav Kalmberg, som ledde arbetet med kartorna i skalan 1:100 000, kapten Georg von Alfthan som hade hand om fältrekognosceringen och överste Alexander Järnefelt som skötte de astronomiska och geodetiska mätningarna. Den sistnämnde efterträddes av överste Axel Edvard Bonsdorff.
De militära kartorna försågs med höjdkurvor först efter 1870. Dessa kartor, av vilka omkring 500 blad trycktes i skalan 1:42 000, var en av de viktigaste grundpelarna även för det självständiga Finlands topografiska kartläggning.
Under finska inbördeskriget 1918 inrättades vid den vita arméns högkvarter en militärtopografisk avdelning, vars främsta uppgift var att tillverka topografiska kartor i skalan 1:100 000 på basis av de ryska i skala 1:42 000. Avdelningen bildade därefter Generalstabens militärkartanstalt.
Efter en period av täta omorganiseringar under 1920- och 1930-talet anslöts den militära kartläggningsverksamheten 1938 till försvarsministeriet. I slutet av 1920-talet togs en ny kartläggningsmetod som baserade sig på luftfotografering i bruk. Det militärpolitiska läget under denna tid medförde att verksamhetens tyngdpunkt låg på sydöstra Finland. Därigenom framställdes omkring 100 topografiska kartblad i skalan 1:20 000 över Karelska näset och Ladogakarelen, vid sidan av kartor i skalan 1:100 000, som täckte i stort sett samma område.
Under vinterkriget var topografkåren underställd Högkvarteret, varvid till karttjänstens förfogande ställdes även ett topografkompani. Under fortsättningskriget fick Högkvarterets topografiavdelning till sitt förfogande en topografibataljon. Verksamhetens tyngdpunkt låg under krigsåren på kartläggning som främjade krigsoperationerna.
Efter kriget var topografkåren underställd huvudstaben och fick namnet Topografkåren 1952. På 1940- och 1950-talet var en av dess huvuduppgifter att förse försvarsmakten med topografiska kartor över garnisons- och övningsområden i södra och mellersta Finland. Topografkåren deltog dock samtidigt i utarbetandet av grundkartan med norra Finland som huvudsakligt ansvarsområde 1958–2002. Detta samarbete med Lantmäteristyrelsen samt flygvapnet har lett till att det idag finns en topografisk karta i skalan 1:50 000 som täcker hela Finland. Ett annat resultat av samarbetet är existensen av en vägkarta i skalan 1:200 000 som likaså täcker hela landet.
Under de senaste årtiondena har kartläggningshanteringen genomgått en moderniseringsprocess som baserar sig på grafiska arbetsstationer, satellitmätning och digitala metoder. Topografkåren är numera förlagd till Esbo. Den firar sin årsdag 23 mars, den dag Haapaniemi fältmätningsskola grundades 1812. Kårens hedersmarsch är Topografmarschen, komponerad av Armas Järnefelt. Topografkåren arbetade som en särskild militär inrättning fram till 2007, då den sammanslogs med den nybildade Försvarsmaktens underrättelsecentral med säte i Esbo. 